# Баязид
Шехзаде Баязид (4 травня 1525, Стамбул — 25 вересня 1561 ) — син султана Османської імперії Сулеймана I Пишного і Хюррем-султан.

## Біографія
Народився в 1525 році в сім'ї султана Сулеймана і Хюррем-султан. З дитинства добре володів шаблею і стріляв із лука, більше віддавав перевагу військовій справі, ніж навчанню. Мав запальний і відвертий характер.
У 1541 році брав участь в поході на Угорщину. У 1546 році був призначений санджак-беєм Коньї. У 1548 році разом з братом Мустафою брав участь у другій кампанії проти Персії.
У 1553 році під час третьої кампанії проти Персії був страчений Мустафа. Спадкоємцем був оголошений шехзаде Селім, Баязид ставав другим спадкоємцем. В цьому ж році в Халебі помер молодший брат Баязида Джихангір. Новина про страту Мустафи стала причиною заворушень по всій країні. Одне з повстань було придушене Мехмедом Соколлу. В організації звинувачували Баязида.

### Бунт
У 1558 році після смерті Хюррем-султан загострилися взаємини між братами. Важливу роль в цій справі зіграв Лала Мустафа-паша (наставник обох шехзаде). Султан Сулейман, який побоювався перевороту, відправив обох синів управляти віддаленими від Стамбула провінціями імперії. Селім був переведений з Маніси до Коньї, а Баязид — до Амасьї. Баязид був проти такого рішення, оскільки були ще живі в пам'яті народні хвилювання після смерті Мустафи, і залишався в Кютаг'ї, проте за наполяганням батька, прибув до Амасії 21 грудня 1558 року. Баязид збирав прихильників, те саме робив його старший брат. Баязид був фаворитом яничар, яким він нагадував свого батька і від якого, на їхню думку, успадкував найкращі якості натури. На боці Селіма виявився Соколлу. Сулейман інтерпретував дії молодшого сина як бунт і надав підтримку Селіму. 29 травня 1559 армія Баязида зіткнулась із Селімовою в районі Коньї. Кількісна перевага дала Селімові перемогу. Баязид повернувся до Амасьї, звідки муфтій Мухьіддін Джюрджані послав султанові лист із проханням про помилування.

### Страта
Сулейман відхилив прохання про помилування. 7 липня Баязид покинув Амасью разом з синами. У середині серпня Баязид змушений був шукати притулку при дворі шаха Тахмаспа. Посли султана вели переговори з Тахмаспoм про видачу або страту Баязида. Тахмасп зажадав в обмін на царственого заручника землі, раніше захоплені османами в Месопотамії. Сулейман пригрозив війною і в подарунок прислав Тахмаспу 400 тисяч золотих. Ще 100 тисяч надіслав Селім.
У 1561 році перси видали Баязида батькові, а його прихильників, які перебували при дворі, вбили. 25 вересня 1561 року Баязид був задушений. Крім нього самого, були страчені його п'ятеро синів. Наймолодший з них — трирічний Мурад, — за наказом Сулеймана був задушений в Бурсі. Похований Баязид разом із трьома синами в Сівасі в тюрбе Мелік-і Аджем. Наймолодший син Баязида похований поруч з шехзаде Мустафою в Бурсі.
Як пише про це Шараф-хан (1543—1603), який служив в ці роки Тахмаспа: "… передав Султан Баязіду з синами Хусрав-паші і його спільникам. Вони таємно вбили Султан Баязіда і синів на кінному ристалищі в Казвіні. Їхні тіла поклали в труну і на возі відвезли в Ван. Звідти їх хотіли перевезти в Стамбул і поховати там, як раптом вийшов наказ переможного султана ховати їх в Сівасі і в Стамбул не привозити. Згідно з наказом, їх поховали біля Сиваса, на захід від міста, біля дороги "

## Сім'я

### Діти

#### Сини
1. Орхан (1543—25 вересня 1561)
2. Осман (1545—25 вересня 1561)
3. Абдуллах(1548—25 вересня 1561)
4. Махмуд (1552—25 вересня 1561)
5. Мурад (1559—3 жовтня 1561)

#### Доньки
1. Міхрумах Султан (1547—1593)
2. Хатідже Султан (1550)
3. Айше Султан (1553—1572)
4. Ханзаде Султан (1556)